# Øvstebrufossen

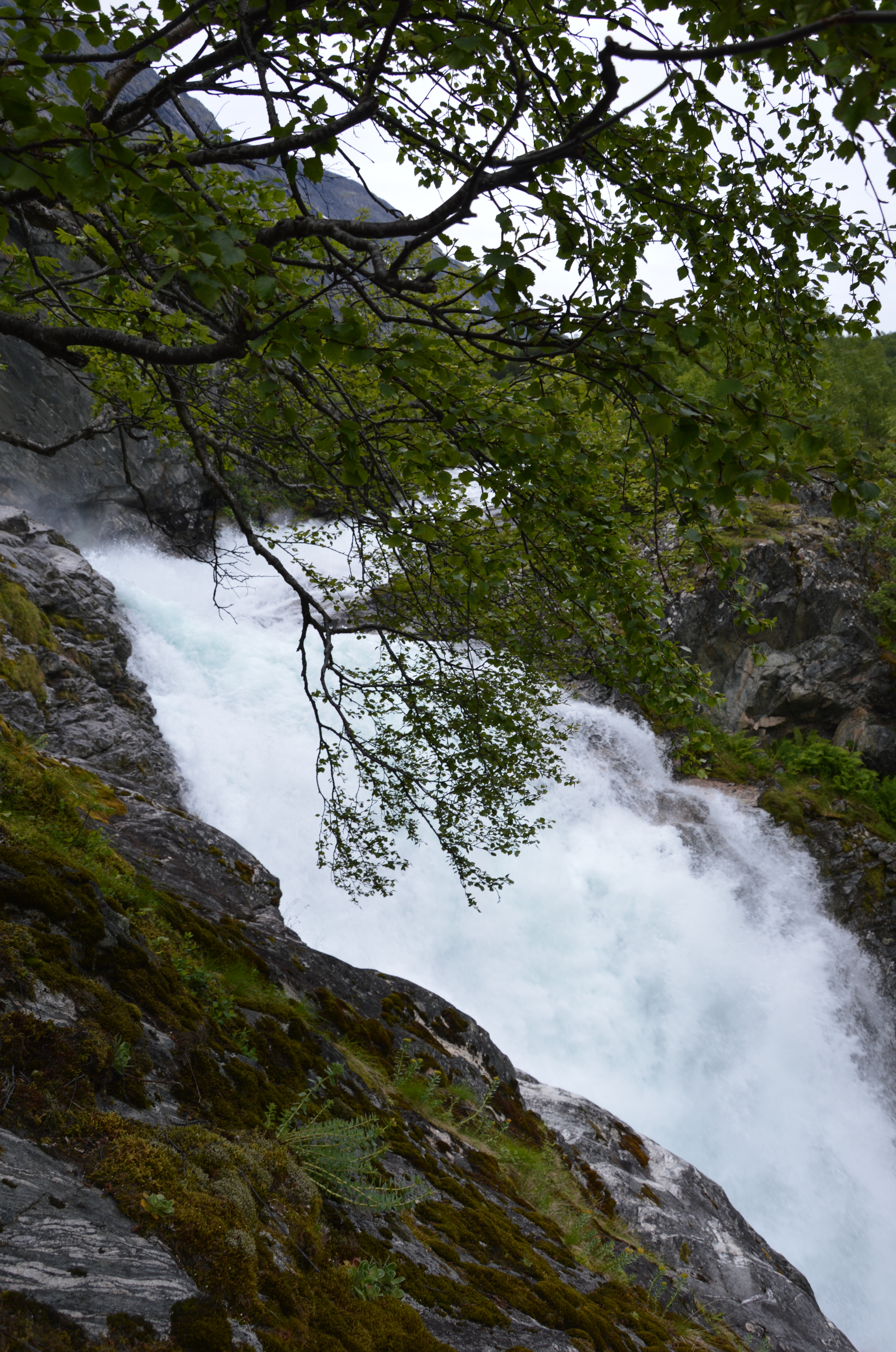
Øvstebrufossen

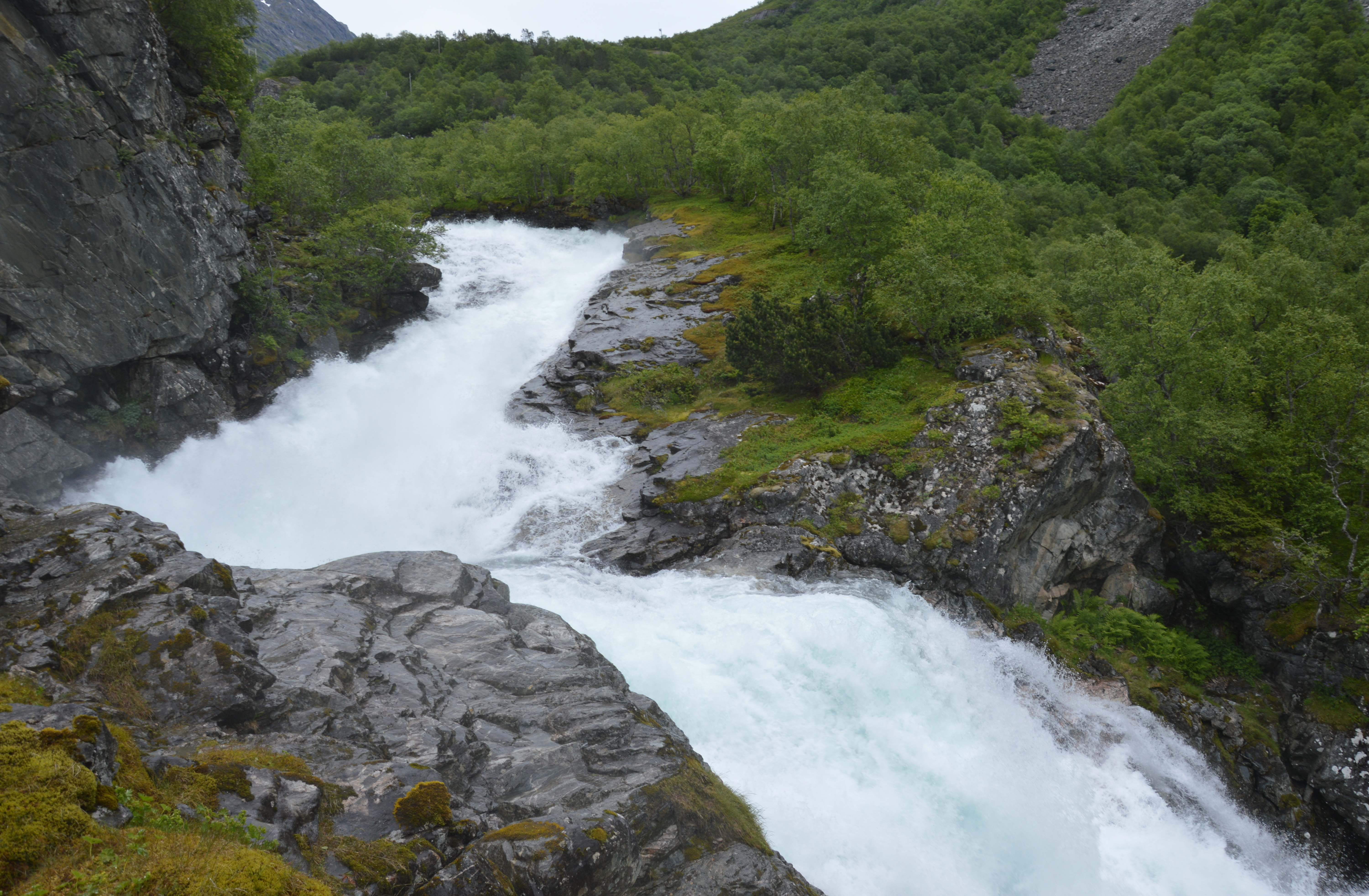
Blick auf den Wasserfall

Der Øvstebrufossen ist ein Wasserfall in der norwegischen Gemeinde Stryn in der Provinz Vestland.
Er wird vom Gebirgsfluss Videdøla gebildet, der hier auf einer Länge von 122 Metern über eine Höhe von 70 Metern abfällt. Seine Breite schwankt zwischen 8 und 30 Metern. Die durchschnittliche Wassermenge beträgt 3 Kubikmeter je Sekunde.
Unmittelbar nördlich des Wasserfalls, auf seiner rechten Seite, verläuft fast parallel die bekannte und bei Touristen beliebte Gebirgsstraße Gamle Strynefjellsvegen, die hier Teil des Riksvei 15 ist und etwas weiter nördlich den Videdøla überbrückt. Nahe dem Øvstebrufossen befindet sich ein Parkplatz, von dem aus ein steiler Pfad entlang des Wasserfalls nach unten führt. Ein mit der Aufschrift Nedgang Øvstebro foss versehener großer Stein weist auf den Abgang hin.